# Аршалы (Абайская область)
Аршалы (каз. Аршалы, до 1993 г. — Криуши) — аул в Жарминском районе Абайской области Казахстана. Административный центр Аршалинского сельского округа. Находится примерно в 103 км к югу от центра города Чарска. Код КАТО — 634473100.

## Население
В 1999 году население аула составляло 764 человека (376 мужчин и 388 женщин). По данным переписи 2009 года, в ауле проживало 487 человек (224 мужчины и 263 женщины).